# 布瓦德冈
布瓦德冈（法語：Bois-de-Gand，法語發音：[bwa də ɡɑ̃]）是法国汝拉省的一个市镇，属于隆斯勒索涅区。

## 地理
布瓦德冈（46°49'36"N, 5°29'59"E）面积3.25 平方千米，位于法国勃艮第-弗朗什-孔泰大區汝拉省，该省份为法国东部内陆省份，北起上索恩省，西北接科多尔省，西临索恩-卢瓦尔省，南至安省，东与杜省和瑞士接壤。
与布瓦德冈接壤的市镇（或旧市镇、城区）包括：弗朗什维尔、绍梅日、布雷斯地区拉绍、勒卡诺、韦尔苏塞利耶尔、樊尚-弗鲁瓦德维尔。

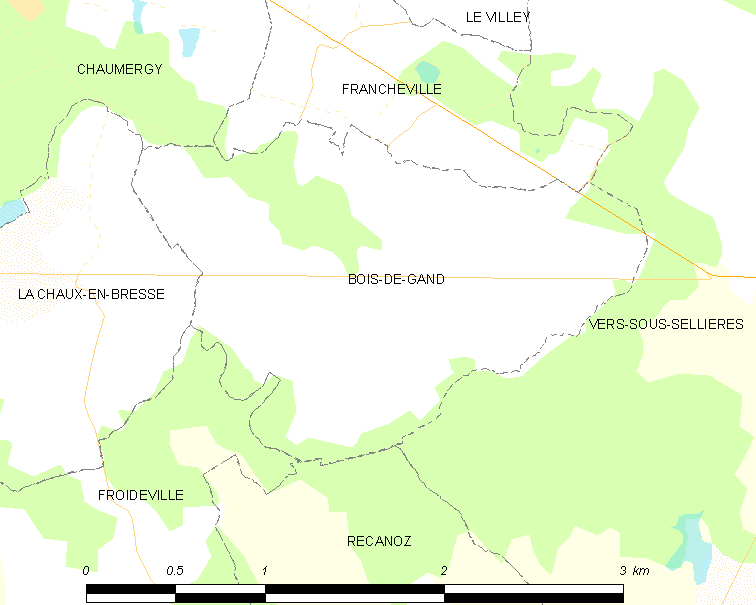
布瓦德冈的OSM定位图

布瓦德冈的时区为UTC+01:00、UTC+02:00（夏令时）。

## 行政
布瓦德冈的邮政编码为39230，INSEE市镇编码为39060。

## 政治
布瓦德冈所属的省级选区为布莱特朗县。

## 人口

1962-2008年间布瓦德冈人口变化图示

布瓦德冈于2022年1月1日时的人口数量为60人。